# Olivia d’Abo

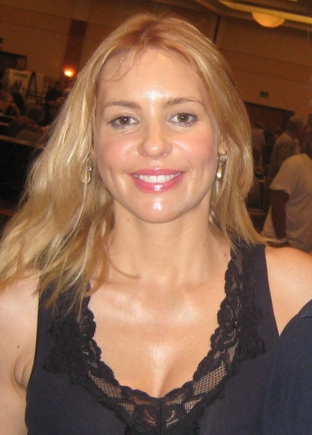
Olivia d’Abo (2010)

Olivia Jane d’Abo (* 22. Januar 1969 in London) ist eine britische Schauspielerin und Sängerin.

## Leben
Olivia d’Abos Vater Mike d’Abo ist Sänger, Songwriter und Keyboarder, ihre Mutter Maggie London Fotomodell und Schauspielerin. Die Schauspielerin Maryam d’Abo ist eine Cousine ihres Vaters. Olivia d’Abo war bis 2012 verheiratet mit dem Musikproduzenten und Songwriter Patrick Leonard und Mutter eines im Jahre 1996 geborenen Sohnes.
D’Abo spielte u. a. in Conan der Zerstörer (1984) neben Arnold Schwarzenegger, in Träume werden wahr (1986) neben Keanu Reeves, in Moon Trek (1989) neben Christian Slater und Martin Sheen und war 2001 neben Roger Moore in Tödliche Formel zu sehen. Sie trat zudem in zahlreichen Fernsehserien wie Wunderbare Jahre und Criminal Intent – Verbrechen im Visier auf. In Raumschiff Enterprise – Das nächste Jahrhundert spielte sie in der Folge True Q (1992) die Rolle der Amanda Rogers, Tochter zweier Q. Ihre Stimme war auch in der Sammlung der Zeichentrickfilme Animatrix zu hören.
Für ihre Rollen in den Filmen Ekstase (1984) und Conan der Zerstörer erhielt d’Abo 1985 die Goldene Himbeere in der Kategorie Schlechtester neuer Star und wurde zudem in der Kategorie Schlechteste Nebendarstellerin nominiert.
Sie sang gemeinsam mit Bon Jovi die Version des Songs Livin’ on a Prayer, die auf dem Album This Left Feels Right aus dem Jahr 2003 zu hören ist. Im Jahr 2004 veröffentlichte sie ihr Musikalbum Turku (finnische Stadt, schwedischer Name: Åbo).

## Filmografie (Auswahl)
- 1984: Conan der Zerstörer (Conan the Destroyer)
- 1984: Ekstase (Bolero)
- 1986: Träume werden wahr (Flying)
- 1988–1993: Wunderbare Jahre (The Wonder Years, Fernsehserie, 93 Folgen)
- 1989: Moon Trek (Beyond the Stars)
- 1992: Raumschiff Enterprise – Das nächste Jahrhundert (Star Trek: The Next Generation, Fernsehserie, Folge 6x06)
- 1993: Wayne’s World 2
- 1993: Codename: Nina (Point of No Return)
- 1994: Greedy (Greedy)
- 1994: Blackout – Ein Detektiv sucht sich selbst (Clean Slate)
- 1995: The Big Green – Ein unschlagbares Team (The Big Green)
- 1995: Life Nude Girl
- 1995: Kicking and Screaming
- 1995–1997: Ein Single kommt immer allein (The Single Guy, Fernsehserie, 22 Folgen)
- 1998: Schrille Nächte in New York (The Velocity of Gary)
- 1999: Texas Story (A Texas Funeral)
- 1999: 7 Girlfriends (Seven Girlfriends)
- 2000: Hinterm Mond gleich links (Fernsehserie, Folge 5.20)
- 2001: Tödliche Formel (The Enemy)
- 2001: Chaos City (Spin City, Fernsehserie, 3 Folgen)
- 2001: Gefangen im Bermuda-Dreieck (The Triangle, Fernsehfilm)
- 2002–2008: Criminal Intent – Verbrechen im Visier (Law & Order: Criminal Intent, Fernsehserie, 5 Folgen)
- 2007: Eureka – Die geheime Stadt (Eureka, Fernsehserie, Folgen 2x03–2x04)
- 2008–2009: Star Wars: The Clone Wars (Fernsehserie, 7 Folgen, Stimme)
- 2011: We Have Your Husband (Fernsehfilm)
- 2013: Der Teufelsgeiger (Paganini: The Devil’s Violinist)
- 2013: The Cop – Crime Scene Paris (Jo, Fernsehserie, Folge 1x08)
- 2013: Elementary (Fernsehserie, Folge 2x07)
- 2014: The Legend of Sleeping Beauty – Dornröschen (Sleeping Beauty)
- 2014: Presumed Dead in Paradise (Fernsehfilm)
- 2015: When Duty Calls (Fernsehfilm)
- 2015: Stolen from the Suburbs
- 2015: Robo-Dog
- 2015: Ein Weihnachtswunder (A Christmas Eve Miracle)
- 2016: Inspired to Kill (Fernsehfilm)
- 2017: Disconnected
- 2017: Secs & Execs (Fernsehfilm)
- 2018: The Wrong Son
- 2018: Millennial Rules (Fernsehfilm)
- 2019: The Circuit
- 2019: Purity Falls
- 2019: Jane the Virgin (Fernsehserie, 1 Folge)
- 2019: Star Wars: Der Aufstieg Skywalkers (Star Wars: The Rise of Skywalker, Stimme)
- 2020: Unbelievable!!!!!
- 2020: Angie: Lost Girls
- 2022: Bandit
- 2023: Paul T. Goldman (Fernsehserie, 1 Folge)
- 2024: Queer Talk (Fernsehserie, 1 Folge)
- 2024: Apocalypse Death Party
- 2024: The Bay (Fernsehserie, 4 Folgen)